# 羅氏黑線鰶
羅氏黑線鰶（学名：Atrilinea roulei）或稱黑线䱗，为輻鰭魚綱鯉形目鯝科的其中一種，分布於亞洲中國錢塘江流域，多见于山溪。本魚背面與身體的上側面暗黑色，下側與腹面銀白色；具有一個顯著黑色的斑紋沿著側線，胸鰭與腹鰭短與小。頭部小，尖且細長；嘴大，體長可達12公分，喜群游，屬雜食性，以藻類及昆蟲等為食。它是中国的特有物种，模式種产地在杭州。